# پیمایش در نقشه‌برداری

## پیمایش
اگر چند نقطه روی زمین بگونه‌ای انتخاب شوند که متوالیاً تشکیل خط شکسته‌ای را بدهند، اندازه‌گیری طولها و زوایای این خط راپیمایش می‌گویند.

## انواع پیمایش
پیمایش به دو نوع کلی تقسیم می‌شود:
- پیمایش ژئودزی
- پیمایش نقشه برداری

## پیمایش نقشه برداری
مورد بحث مقاله پیمایش نقشه برداری است که آن را از حیث شکل به دو دسته تقسیم می‌کنند:
- پیمایش باز
- پیمایش بسته

## بررسی پیمایش باز
پیمایشی است که از یک نقطه شروع و به نقطه دیگر ختم می‌شود.برای کنترل صحت عملیات و دست یابی به میزان خطای مجازمیتوان عملیات را بیکی از دو صورت زیر کنترل نمود:
- الف-پیمایش را از نقطه‌ای که مختصات آن از قبل معلوم بوده شروع و به نقطه دیگری که مختصات آن نیز، در همان دستگاه مختصات معلوم است ختم می نمایند.شکل زیر:

- ب-آزیموت جغرا فیایی امتداد شروع(AB)وآزیموت جغرافیایی امتداد پایان پیمایش(MN)را مستقیماًاندازه‌گیری می‌کنیم.یکبار نیز آزیموت امتداد NMرا با توجه به زوایای خوانده شده در حین پیمایش، محاسبه کرده ونتیجه را با آزیموت اندازه‌گیری شده مقایسه مینماییم.شکل زیر:

مختصات نقطهAوآزیموت جغرافیایی امتداد ABوآزیموت جغرافیایی NMمعلوم است.

## بررسی پیمایش بسته
معمولاً به پیمایش‌هایی گفته می‌شود که از یک نقطه شروع و بهمان نقطه خنم می‌شوندبه این نوع پیمایش‌ها پلیگون یا کثیرالاضلاع بندی نیز می‌گویندوبرای کنترل عملیات با توجه به خطای مجاز بایستی مجموع زوایای داخلی در این حالت برابر(۲n-۴)در۹۰ وهمچنین مختصات بدست آمده از محاسبات برای نقطه شروع، برابر مختصات اولیه این نقطه باشد.

## شرایط وچگونگی انجام پیمایش
۱-شناسایی منطقه
۲-انتخاب رئوس پیمایش
شرایط انتخاب رئوس پیمایش
- در محلی سخت محکم و تاحدودی مسطح باشد.
- از هر نقطه، دونقطه قبلی وبعدی قابل رویت باشد.
- حتی الامکان طول اضلاع پیمایش، تقریباًیک اندازه باشد.
- متر کشی بین نقاط به راحتی انجام پذیر باشد.
- تثبیت نقاط به وسیله بتن ریزی و یاصور دیگر انجام گیرد.

۳-اندازه‌گیری زوایا
- چنانچه فواصل پیمایش زیاد باشد، برای اندازه‌گیری زوایا از وسایل دقیق تری استفاده می‌شود.

۴-اندازه‌گیری طولها
- این عمل باید با دقت زیاد انجام پذیرد.

۵-اندازه‌گیری آزیموت یک امتداد
- در پیمایش آزیموت جغرا فیایی ویا مغناطیسی یک امتداد می‌بایستی اندازه‌گیری شود.

۶-انتقال نقاط پیمایش بر روی نقشه.
- این کار به یکی از دو صورت زیر انجام می‌گیرد:

روش ترسیمی
-روش محاسبه ای

## چگونگی آزیموت در پیمایش
این امتداد را معمولاًامتداد شروع انتخاب می‌کنند.در پیمایش‌های بلند، اگر آزیموت حقیقی اندازه‌گیری شده باشد، برای کنترل عملیات بهتر است پس از چند امتداد، آزیموت یک امتداددیگر نیز اندازه‌گیری شود.